# Stadsomwallingen van Antwerpen
De stadsomwallingen van Antwerpen vormen een reeks opeenvolgende verdedigingswerken die Antwerpen sinds de middeleeuwen hebben beschermd. Van een bescheiden burcht met een aarden wal in de 10e eeuw groeide de stad uit tot een strategisch bolwerk met uitgebreide bastions, poorten en fortengordels. De uitbreidingen en aanpassingen van de omwallingen weerspiegelen door de eeuwen heen de groeiende economische, militaire en politieke betekenis van Antwerpen. De meest ingrijpende veranderingen vonden plaats in de 16e en 19e eeuw, toen respectievelijk de Spaanse omwalling en de Brialmontvesting werden aangelegd. Uiteindelijk verdwenen de omwallingen om plaats te maken voor stedelijke expansie en infrastructuur.

## Geschiedenis

### Burcht en stadskern (10e eeuw)
Antwerpen ontwikkelde zich in de vroege middeleeuwen als handelsnederzetting (vicus) langs de Schelde. Rond het einde van de 10e eeuw werd een burcht gebouwd, omringd door een halfronde aarden wal die het tracé van de huidige Burchtgracht volgt. De huidige Het Steen was een poortgebouw en enige overblijfsel van deze burcht. De burcht werd het centrum van een groeiende woonkern, die later werd beschermd door een watersingel. Dit gebied omvatte ongeveer 20 hectare, waarbij de burcht zelf 2,5 hectare besloeg.

### Eerste stadsuitbreiding (1206-1216)

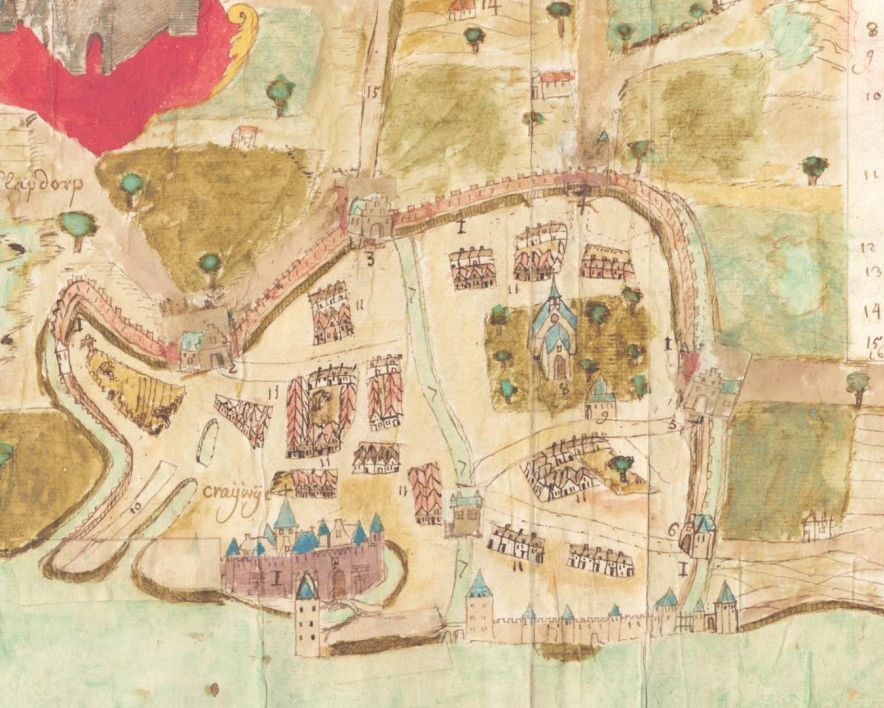
Omwalling begin 13e eeuw

In de vroege 13e eeuw breidde Antwerpen zich voor het eerst uit. De nieuwe omwalling omsloot de Onze-Lieve-Vrouwkerk en het bijbehorende stadsdeel. De nieuwe stadsomwalling volgde het tracé van de Sint-Jansvliet, Steenhouwersvest, Lombardenvest, Wiegstraat en Sint-Katelijnevest, en werd voorzien van zes stadspoorten (waaronder de Sint-Janspoort). Hierdoor groeide de totale oppervlakte van de stad tot 31,5 hectare. In 1221 kreeg Antwerpen zijn eerste vrijheidsbrieven, waarmee het een oppidum werd.

### Tweede stadsuitbreiding (ca. 1250)
Midden 13e eeuw volgde een tweede uitbreiding. Het gebied dat bekend stond als de Dries, ten noorden van de Koepoort, werd toegevoegd aan de stad. Dit gebied besloeg ongeveer 6 hectare. De stadsomwalling werd aangepast om dit nieuwe gebied te beschermen.

### Derde stadsuitbreiding (1295-1314)
Onder leiding van hertog Jan II van Brabant begon Antwerpen in 1295 aan een derde grote stadsuitbreiding. De Scheldeoever werd volledig afgesloten en voorzien van een reeks van ongeveer 25 torens. De nieuwe grens liep via onder meer de Sint-Rochus-, Bervoets- en Bourlastraat, het Blauwtorenplein, Oude Vaartplaats, Wapper en Meir. De stadsoppervlakte verdrievoudigde van 46 naar 156 hectare. De bouw van de Sint-Jorispoort begon in 1313 en vormde een van de belangrijkste toegangspoorten. De bouwwerkzaamheden duurden tot 1314, mede door herhaaldelijke wijzigingen in de plannen.

### Vierde stadsuitbreiding (14e eeuw)

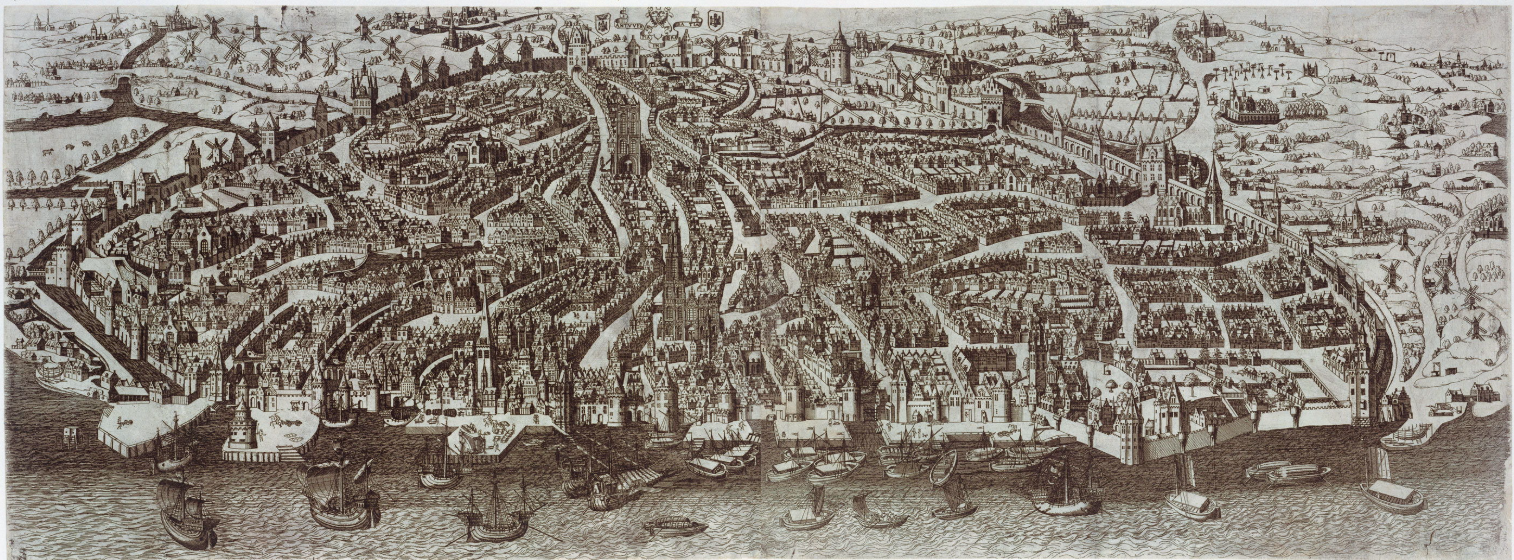
Laat-middeleeuwse stadsmuur van Antwerpen

De vierde uitbreiding vond plaats in de 14e eeuw. De bestaande omwalling werd in noordelijke richting uitgebreid om de Sint-Jacobskerk en het omliggende gebied te beschermen. Een nieuwe lijn van verdedigingswerken volgde het tracé van de Tabakvest en de Huidevetterstoren, eindigend bij de Kipdorppoort. Gedurende de 14e eeuw werd hier met tussenpozen aan gewerkt. Rond 1410 werd de stad verder vergroot met een extra verdedigingslinie langs de huidige Ankerrui, Oude Leeuwenrui en Brouwersvliet. Dit bracht het totale ommuurde oppervlak van de stad op 210 hectare.

### Vijfde stadsuitbreiding (1542-1555): Spaanse omwalling

Antwerpen in 1565: Spaanse omwalling

In de 16e eeuw werd het duidelijk dat de middeleeuwse verdedigingswerken verouderd waren. Na de inval van Maarten van Rossum in 1542 besloot het stadsbestuur tot de bouw van een nieuwe omwalling, de Spaanse omwalling: Het noordelijke stadsdeel werd aanzienlijk uitgebreid, met name door de toevoeging van de "Nieuwstad" (25 hectare) tussen de Rode Poort, de stadsgracht en de Kattendijk. De nieuwe vesting kreeg een gebastioneerde structuur met acht fronten en zeven bastions. De stadsoppervlakte groeide tot circa 260 hectare. In 1555 was de nieuwe omwalling voltooid, inclusief vijf nieuwe stadspoorten: de Slijkpoort, Rode Poort, Kipdorppoort, Sint-Jorispoort en de Kronenburgpoort.
In 1567, onder bevel van de hertog van Alva, werd naast de stad een vijfhoekige citadel gebouwd, het Zuidkasteel. Deze vesting met vijf bastions diende ter controle van de stad door de Spaanse troepen. De citadel, gelegen nabij de huidige Leopold De Waelplaats, had een strategische ligging aan de Schelde. De bouw duurde tot 1572, maar leverde de stad weinig extra ruimte op, aangezien het vooral een militair complex was.

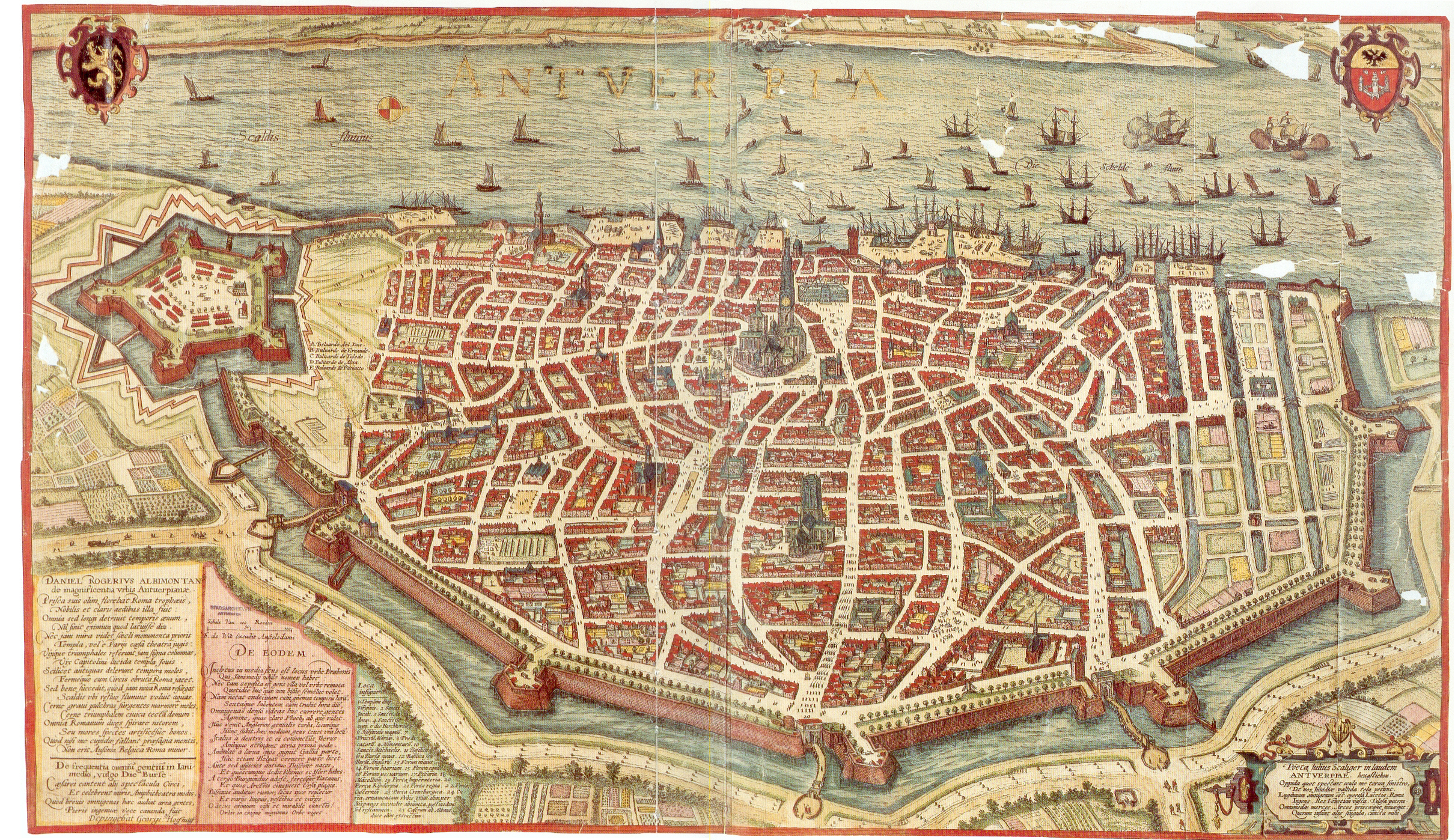
Antwerpen in 1598. Merk op dat hier de Blauwe Toren zichtbaar is

Na de val van Antwerpen in 1585 daalde het bevolkingsaantal drastisch. De stad verloor haar economische dominantie, wat leidde tot stagnatie in de stadsontwikkeling. Het aantal woningen viel terug tot ongeveer 10.000. Hoewel de verdedigingswerken werden onderhouden, vond er geen substantiële uitbreiding meer plaats. In de 17e en 18e eeuw werden enkele versterkingen aangebracht, zoals het Sint-Laureisfort in het noorden en het Sint-Elisabethbolwerk in het zuiden.

### De Brialmontvesting (1860-1864)

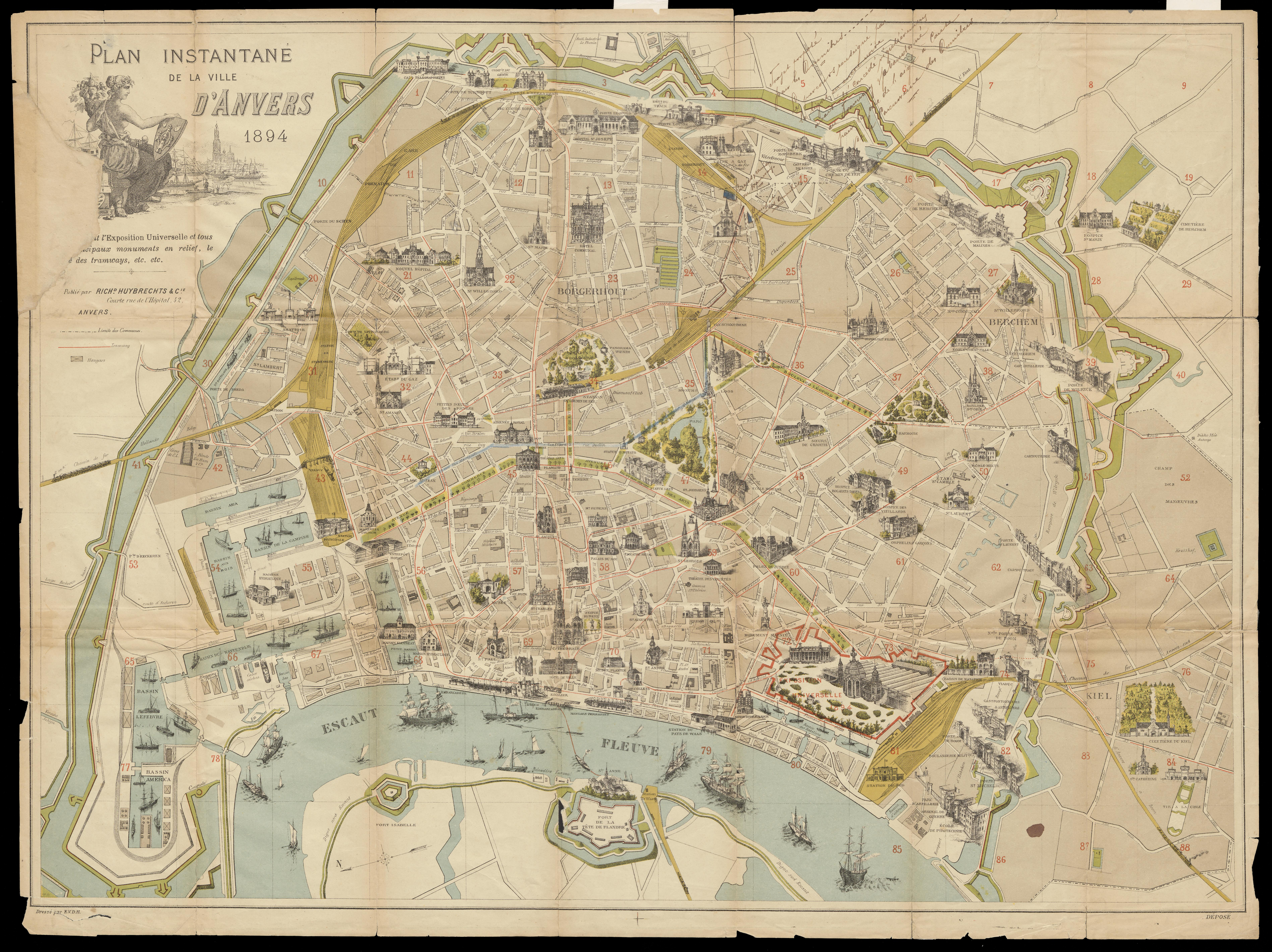
Stadsplattegrond in 1910 met de Brialmontvesting

In de 19e eeuw werd Antwerpen aangewezen als militair centrum van België. In 1860 begon de bouw van de Brialmontvesting, een vestingsring met acht forten. De nieuwe omwalling omsloot een zes keer groter gebied dan de oude stad. De Spaanse omwallingen, het in 1812 door Napoleon Bonaparte gebouwde Fort Ferdinand en het Zuidkasteel werden gesloopt. Voor Fort Ferdinant kwam het Noordkasteel in de plaats en de rest van het vrijgekomen terrein werd benut voor bebouwing. De bouw van de vesting werd voltooid in 1864.

### De fortengordel (1906-1914)
Aan het begin van de 20e eeuw werd de Brialmontvesting afgebroken om plaats te maken voor de Hoofdweerstandstelling, een verdedigingslinie op 18 kilometer van het stadscentrum. De aanleg van de E3-autosnelweg leidde tot de definitieve sloop van de laatste resten van de Brialmontvesting.